# 安温
安温（英語：Annwn）是威尔士神话传说中的一个神奇的乐土，一个丰衣足食、美丽富饶、鸟语花香的圣地，性质如同阿瓦隆。
在那里安放着一个神奇的魔法炉，它由九位仙女（与守护阿瓦隆的九姐妹共通）看守着，并有着治病救人、起死回生的奇特功效，据说这魔法炉就是圣杯的前身。
相传安温乐土的统治者亚伦文曾与达菲德郡主皮薇儿互换角色一年。亚伦文拥有一群猎犬，他经常会带领它们在夜间四处游荡，猎捕人类的灵魂。